# Западная равнинная горилла
За́падная равни́нная гори́лла (лат. Gorilla gorilla gorilla) — подвид западной гориллы (Gorilla gorilla).
Проживает в горных первичных или вторичных лесах и в болотистой местности. Распространена в Анголе, Камеруне, Центральноафриканской республике, Республике Конго, Экваториальной Гвинее и Габоне. Вымерла в Демократической республике Конго. Содержится в зоопарках. Горилла, проживающая в Бирмингемском зоопарке, была первой гориллой, на который был опробован электрокардиостимулятор. К этому подвиду принадлежала единственная известная науке горилла-альбинос — самец по кличке Снежинка.

## Описание

Череп самца

Западная равнинная горилла более мелкий подвид, нежели западная речная горилла. Высота самца в плечах 1,8 м, масса тела до 140 кг. Высота самки составляет 1,5 м, масса 70 кг.
Площадь обитания одной семейной группы колеблется от 3 до 18 км². Гориллы не охраняют границы своей территории, и поэтому часто пересекаются с другими группами. За день животные преодолевают 0,3—1,8 км. Группа состоит из одного доминирующего самца и 5—7 самок со своими детёнышами. Возможно также наличие нескольких не доминантных самцов.
Размножаются довольно медленно, с 9—10 лет. Самка рожает одного детёныша каждые 5 лет.

## Охранный статус
Исследования в 1980-х годах показали, что численность западных равнинных горилл в Экваториальной Африке оценивается в 100 000 особей. На сегодняшний день численность популяции снизилась до 50 000. Однако в 2006—2007 гг. в районе озера Теле обнаружено более 100 000 незарегистрированных горилл. После этого общая численность популяции западных равнинных горилл стала оцениваться в 150 000—200 000 особей. Однако они остаются уязвимыми вследствие вырубки лесов и браконьерства.
В зоопарках мира содержится 550 особей данного подвида.